# 近衛基通
近衛 基通（このえ もとみち、旧字体：近󠄁衞 基通󠄁）は、平安時代末期から鎌倉時代初期にかけての公卿。摂政関白・近衛基実の長男。官位は従一位・摂政、関白、内大臣。近衛家2代当主。
通称は普賢寺関白（ふげんじ かんぱく）。

## 経歴
永万2年（1166年）、基通が6歳のときに父・基実は24歳で病没。翌年に11歳の継母・盛子が准三后を賜り高倉天皇の准母（白河殿）となると、盛子は基通を自らの養子として後見した。
本来であれば、藤原忠通－基実－基通と摂関家の嫡流が継承される筈であったが、父が薨去した際に7歳であった基通には摂関になる以前に官位そのものを有していなかったために、摂関の地位は基実の異母弟の松殿基房が中継ぎとして継承した。しかも、母方の伯父・藤原信頼は平治の乱の首謀者として斬首されており、「謀反人の甥」という影が付きまとっていた。
基通は台頭著しい平家一門を事実上の外戚とすることで摂関家の継承者の地位を保つことが可能となっていた。後白河法皇が盛子に摂関家領を継承させたのも将来の基通への継承を前提にしていたものと考えられている。また、当時基実の弟である九条兼実も盛子を「仮の伝領の人」、基通を「宗たる文書・庄園、伝領せらるべき仁」と呼んで基通を摂関家の継承者とみなしていた（『玉葉』治承3年6月18日条）。
嘉応2年（1170年）4月、正五位下に叙し、侍従や右近衛少将に任官。11歳で元服したこの頃に平清盛の六女・完子を正室としたと見られる。承安4年（1174年）8月には従三位に叙せられる。だが、松殿基房が10年以上にわたって摂関の地位を占めて独自の地位を確立するようになると、法皇は基房への摂関家継承を考えるようになり、基通の後見人であった清盛の反発を受けることになる。
治承3年（1179年）11月、後白河法皇の院政が停止され反平家の公卿が一掃されると（治承三年の政変）、基通は非参議右中将から内大臣・内覧・関白に任じられた。翌年2月には安徳天皇の摂政となり、従一位に叙される。しかし位階こそ公卿となっていたものの参議、中納言・大納言といった議政官に就くことが出来ず、更に父の早世によって有職故実を習うことが出来ず、政務に未熟な悪条件が重なっていた。そのため度々儀式で失態を犯し、関白としての権威は低かった。
興福寺の僧兵が平家に反乱を起こそうとしたときは、それを食い止めようと尽力している。
治承5年（1181年）閏2月に清盛が薨去して平家は急速に衰退した。寿永2年（1183年）7月に源義仲の攻勢の前に都落ちを余儀なくされたときは、これまでの縁の深さから平家と行動を共にするよう平信基に迫られるが、最終的にこれを拒絶し、後白河法皇のもとへ逃れた。その後は法皇の側近として仕え、後鳥羽天皇の擁立にも貢献した。
義仲と法皇の仲が険悪になり、法住寺合戦となった時には義仲によって全ての任を解かれたが、寿永3年（1184年）に義仲が討たれると、摂政に復した。その後は後白河法皇随一の側近として信任を受けたが、かつて平家と親しかった経緯から叔父である九条兼実を始めとする公卿から基通に対する非難が相次ぎ、文治2年（1186年）3月には源義経が兄・頼朝追討の院宣を法皇に出させることを仲介した張本人と見なされて全ての任を解かれ、篭居されるに至った。その後、基通に代わって九条兼実が摂政となったが、法皇はなおも基通を庇護していたと言われている。
建久7年（1196年）11月、反兼実派の土御門通親らに擁立されて、再び関白に任じられた（建久七年の政変）。建久9年（1198年）正月には土御門天皇の践祚と共に摂政に任じられる。通親の死後には後鳥羽上皇の意向で九条良経が復権したため建仁2年（1202年）12月に摂政を辞任するが、嫡子の家実はそのまま廟堂に残り、元久3年（1206年）3月10日、急死した良経に代わって摂政となった。
承元2年（1208年）10月（異説として7月）に出家し行理と名乗る。天福元年（1233年）5月29日に薨去。享年74。
基通と叔父・兼実の関係は良好なものではなく、兼実は基通の関白就任直後こそ「故殿（基実）の深恩を思う」として補佐をしていたが、やがて疎遠となった。兼実の日記『玉葉』には後白河院と基通の関係を「法皇艶摂政依其愛念」（寿永2年8月2日条）「君臣合体之儀、以之可為至極歟」（寿永2年8月18日条）などと記してその男男関係を疑い、兼実の同母弟・慈円は基通・家実父子を「無能な人物」であるとしている（『愚管抄』）。

## 官歴
※日付＝旧暦
- 嘉応2年（1170年）
  - 4月23日：元服し、正五位下に叙位。昇殿と禁色を許される。
  - 4月29日：侍従に任官。
  - 12月5日、右近衛少将に転任。
- 嘉応3年（1171年）1月18日：近江介を兼任。
- 承安2年（1172年）
  - 1月5日：従四位下に昇叙。侍従・近江介如元か?
  - 10月26日：右近衛中将に転任。近江介如元か?
- 承安3年（1173年）11月21日：従四位上に昇叙し、右近衛中将如元。
- 承安4年（1174年）8月2日：従三位に昇叙し、右近衛中将如元。
- 承安5年（1175年）
  - 1月22日、美作権守を兼任。
  - 12月8日、正三位に昇叙し、右近衛中将・美作権守如元。
- 治承3年（1179年）11月17日：正二位に昇叙し、関白宣下。内大臣を兼任。列座は従一位行左大臣・大炊御門経宗の上座。一座となる。
- 治承4年（1180年）
  - 2月21日：関白を止め、摂政宣下。
  - 4月21日、従一位に昇叙し、摂政・内大臣如元。
- 寿永元年（1182年）6月28日：内大臣を辞任。
- 寿永2年（1183年）11月21日：摂政・藤氏長者を停む。
- 寿永3年（1184年）1月22日：摂政宣下、藤氏長者宣下。
- 文治2年（1186年）3月12日：摂政・藤氏長者を停む。
- 建久7年（1196年）11月25日：関白宣下。
- 建久9年（1198年）1月11日：関白を止め、摂政宣下。
- 建仁2年（1202年）12月25日：摂政を止む。
- 承元2（1208年）7月5日：出家。法名「行理」
- 天福元年（1233年）5月29日、薨去。享年74

## 系譜
- 父：近衛基実
- 母：藤原忠隆の娘
- 養母：平盛子 - 平清盛の四女
- 正室：平完子 - 平清盛の六女
- 妻：坊城顕子 - 坊城顕信の娘
  - 長男：近衛家実（1179-1242）
- 妻：平信子 - 平信範の娘
  - 次男：近衛道経（1184-1238）
- 妻：家女房 - 僧最舜の娘
  - 三男：鷹司兼基（1185-?）
  - 四男：藤原基教（1196-1213）
- 生母不明の子女
  - 男子：円忠（1180-1234） - 聖護院11代門跡
  - 男子：円浄（1189-1256） - または円静。
  - 男子：円基 - 天台座主第73世
  - 男子：静忠（1190-1263） - 聖護院12代門跡
  - 男子：仁澄
  - 男子：実信 - 大覚寺14代門跡
  - 男子：尊任